# Шатне-Малабри
Шатне-Малабри (фр. Châtenay-Malabry) — коммуна и город во Франции.

## Общие сведения
Шатне-Малабри находится в департаменте О-де-Сен, во французском регионе Иль-де-Франс, на высоте 104 метра над уровнем моря. Площадь коммуны составляет 6,38 км². Численность населения — 31 873 жителя (на 2006 год). Плотность населения — 4 996 чел./км².

## История
Наименование «Шатне» (Châtenay) происходит от латинского castellanum, что означает «небольшой замок» или «римский укреплённый лагерь». Это указывает на существование в этой местности такого укрепления в I или II веке н. э. Письменно Шатне впервые упоминается в IX веке. Поселение вплоть до Великой Французской революции входило во владения парижской католической епархии. В период с 1719 по 1722 год здесь проживал Вольтер, позднее — Шатобриан.
В настоящее время Шатне-Малабри представляет собой небольшой уютный городок, лежащий в зелёной долине с превосходным климатом. Здесь до 2015 года находилась Центральная школа искусств и мануфактур (École Centrale Paris) — высшее инженерное училище парижского региона и научно-фармакологический факультет.

## Города-партнёры
- Бергнойштадт (Германия) с 1967 года
- Ландсмеер (Нидерланды) с 1986
- Веллингтон (Великобритания) с 2001
- Кос (Греция) с 2006